# Formosopyrrhona hozanensis
Formosopyrrhona hozanensis är en skalbaggsart som först beskrevs av Masaki Matsushita 1933.  Formosopyrrhona hozanensis ingår i släktet Formosopyrrhona och familjen långhorningar.
Artens utbredningsområde är Taiwan. Inga underarter finns listade i Catalogue of Life.